# Bathilde d'Orléans
Louise Marie Thérèse Bathilde d'Orléans, Ducesă de Bourbon (n. 9 iulie 1750, Saint-Cloud, Île-de-France, Franța – d. 10 ianuarie 1822, Paris, Franța), a fost prințesă franceză.  A fost sora lui Philippe Égalité, mama ducelui de Enghien care a fost executat și mătușa regelui Louis-Philippe al Franței. În timpul Revoluției franceze a fost cunoscută sub numele Citoyenne Vérité.

## Tinerețe
Descendentă atât a regelui Ludovic al XIV-lea al Franței cât și a fratele său mai mic, Filip al Franței, Duce de Orléans, Bathilde s-a născut ca prințesă de sânge. Fiică a lui Louis Philippe d'Orléans și a soției acestuia, Louise Henriette de Bourbon, Bathilde s-a născut la castelul Saint-Cloud, la 10 km vest de Paris, la 9 iulie 1750. Neoficial a fost cunoscută la curte drept Mademoiselle ceea ce reflectat rangului ei era cea mai mare prințesă de sânge necăsătorită de la curte. Mama ei a murit în 1759 când Bathilde avea doar opt ani. Tatăl ei, presat de amanta sa Madame de Montesson, a trimis-o la mănăstire. 
1. ↑  Autoritatea BnF, accesat în 10 octombrie 2015